# Anatoli Kvashnín
Anatoli Vasílievich Kvashnín (en ruso: Анатолий Васильевич Квашнин; Ufá, 15 de agosto de 1946-Moscú, 7 de enero de 2022) fue un militar ruso, jefe del Estado Mayor del Ejército de Rusia desde 1997 hasta 2004, cuando fue destituido por el presidente Vladímir Putin.

## Biografía
Se graduó del Instituto mecánico-construcción Kurgan en 1969 y sirvió en las fuerzas armadas de ese mismo año. Comenzó a servir a las fuerzas armadas como comandante adjunto de una compañía de tanques y luego se trasladó a ocupar diversos puestos de mando y de personal. Más tarde, asistió a la Academia de Tanques Malinovski graduándose en 1976. Fue llamado a que comandada la 78.ª División de Tanques en el distrito militar de Asia Central de 1982 a 1987. Se graduó de la Academia del estado Mayor de las Fuerzas Armadas de la URSS en 1989. Es candidato a licenciarse en ciencias sociológicas, un doctorado en ciencias militares y es miembro correspondiente de la Academia de ciencias de misiles y artillería.
Anteriormente había servido como comandante del distrito militar en el norte del Cáucaso. A partir de 2007, se desempeñó como representante del presidente en el Distrito Federal siberiano.
Como jefe del estado mayor ruso tuvo cierto éxito en reformar la estructura del mando para las fuerzas de disuasión estratégica, pero tuvo pleitos con el ministro de defensa Serguéi Ivanov y muchos de sus subordinados. Anatoli Kvashnín demostró también ser indeciso en el momento, desvinculándose luego de la fusión del distrito militar Volga-Urales, combinando las tropas de misiles estratégicas con las fuerzas espaciales rusas y el Sistema de Alerta temprana, a continuación, se restauró su independencia.
Murió el 7 de enero de 2022, en Moscú, a causa del COVID-19.

## Premios y honores
- Héroe de la Federación rusa (27 de octubre de 1999)
- Orden al Mérito por la Patriaː
  - 2.ª clase
  - 3.ª clase (19 de julio de 2004) - por su gran contribución a fortalecer la defensa nacional y muchos años de servicio concienzudo
  - 4.ª clase
- Medalla al Valor
- Orden del Honor (21 de agosto de 2006) - contribución a fortalecer la condición del estado ruso y muchos años de servicio concienzudo
- Orden del Servicio a la Patria en las Fuerzas Armadas de la URSS , 3.ª clase
- Medalla Conmemorativa del 800.º Aniversario de Moscú
- Medalla al Mérito en la Dirección del Censo de la Población de Todas las Rusias.
- Medalla Conmemorativa por el Centenario del Natalicio de Lenin
- Medalla de veterano de las Fuerzas Armadas de la URSS
- Medalla por el desarrollo de las tierras vírgenes
- Medalla del 50.º Aniversario de las Fuerzas Armadas de la URSS
- Medalla del 60.º Aniversario de las Fuerzas Armadas de la URSS
- Medalla del 70.º Aniversario de las Fuerzas Armadas de la URSS
- Medalla de Participante en la Marcha del 12 de junio de 1999 Bosnia-Kosovo de plata de níquel para el número 1 (2000, Ministerio de Defensa ruso)
- Orden al Mérito Militar, 1.ª clase
- Medalla por el fortalecimiento de la cooperación militar
- Oficial de la Legión de Honor (Francia, 2004)
- Orden de la estrella yugoslava (Serbia y Montenegro)
- Ciudadano honorable de Majachkalá (2000)
- Orden del Príncipe San Daniel de Moscú (Iglesia ortodoxa rusa, 2000)